# Калв
Вижте пояснителната страница за други значения на Калв.
Калв (на немски: Calw, произнася се Калф) е град в Югозападна Германия, провинция Баден-Вюртемберг.

## География
Разположен е в северната част на планината Шварцвалд. Градът се намира на 18 км южно от Пфорцхайм и на 33 км западно от Щутгарт. Населението му е около 23 000 души.

## История
Градът е основан през 11 век.

## Културни събития
- Фестивалът „Клостерфестшпиле“

## Личности родени в Калв
- Херман Хесе (1877-1962), писател